# Midt i en løbetid
Midt i en løbetid er debutalbummet fra den danske popgruppe Rollo & King. Det blev udgivet i den 29. november 2000. Albummet indeholdt ti sange, hvoraf singlen "Ved Du Hvad Hun Sagde?" var den mest succesfulde. Den danske sange Signe Svendsen sange vokal på denne, og på sangen "Dyt I Bamsen", hvor jazzmusikeren Jesper Riis spillede messingblæser. Øyvind Ougaard spiller harmonika på "Seje Drenge".
Albummet fik kun én ud af seks stjerner i musikmagasinet GAFFA.

## Spor
1. "Ved Du Hvad Hun Sagde?" featuring Signe Svendsen - 4:18
2. "Fodformede Gekkosko" - 3:45
3. "Dyt I Bamsen" - 3:41
4. "Fjernsyn For Dig" - 3:52
5. "Smukke Jane" - 3:14
6. "Er Du Til Noget?" - 3:52
7. "Plageånden" - 3:58
8. "Seje Drenge" - 4:28
9. "Sol Over Bellevue" - 3:44
10. "Ved Du Hvad Hun Sagde? (Club Mix)" - 3:46